# Юе (царство)
Юе — одна з найбільших держава у долині річки Янцзи (нижня течія) на території сучасної Китаю, що утворилася на початку VI століття до н. е.. У 470-460 роках була гегемоном Китаю. У 334 році до н. е. була підкорено державою Чу.

## Географія
Розташовувалося в історико-культурній зоні Нижня Янцзи, долини оз. Поянху і р. Ганьцзян, оз. Тайху, річок Миньцзян, Цзюлунзян, а також материкової частини узбережжя Тайванської протоки та Південно-Китайського моря, спочатку займаючи землі в долині річки Фучуньцзян зі столицею в районі гори Куайцзі.

## Історія
Початок формування державності все ще знаходиться в стадії дослідження. Втім розвинулося на основі культури Мацяо. Спорідненими державами були У та Чу. Відомо, що Юе утворилося десь наприкінці VI ст. до н. е. Основою стало плем'я юе, яке мало астронезійське походження. Втім низка дослідників населення держави називають байюе (сто народів юе).
Зміцненню держави сприяли володарі Фу Тань та Юань Чан (юеські імена їх невідомі, це китайський переклад). Перший забезпечив стабільність влади. Інший продовжив політику батька, розпочавши конфлікти з державою Лу.
В правління вана Гоу Цзяня спостерігається різке посилення держави Юе, було досягнуто за рахунок здобуття гегемонії і розширення територій в результаті багаторазових успішних військових дій. Спочатку в 494 році до н. е. Юе зазнало нищівної поразки від військ держави У, визнавши зверхність останнього. Потім в середині і наприкінці правління Гоу Цзяня було зроблено близько 6 вдалих військових походів. В результаті одного з них, в 473 році до н. е. державі Юе вдалося перемогти У. В результаті Гоу Цзяню вдалося стати «гегемоном» (ба) Китаю (третій з «південних гегемонів» і останній з семи гегемонів), а до його двору прибули 12 чжухоу (князів).
Оскільки жоден з правителів Юе, крім Гоу Цзяня, не був визнаний як гегемон на Великій рівнині, можна припустити, що гегемонія даних правителів поширювалася лише на півдні, тобто на території історико-культурної зони Нижня Янцзи і на півдні історико-культурної зони Шаньдун. Тому низка дослідників навіть вважають Гоу Цзяня засновником держави Юе. Саме з цього періоду відоме застосування титулу ван.
Після завоювання сусідньої держави У в 472 р до н. е. до складу Юе увійшли його землі в долині оз. Тайху, а політичний центр був перенесено з Куайцзі на північ від, на приморський південь історико-культурної зони Шаньдун до міста Лан'є (в подальшому перейменовано на У), де залишався до 380 року до н. е.
У 472—448 роках до н. е. відбувалося військове, політичне та економічне зростання потуги. Водночас відбуваються прикордонні війни з сусідами. Зрештою у 415—414 роках до н. е. було підкорено держави Тань і Тен. Настає короткий період посилення і підйому. З 390-х років до н. е. починаються війни з державою Ці. У 380 році до н. е. столиця держави переноситься в «старі» землі. У 370-х роках до н. е. порушується механізм успадкування, у державі настає криза спадкування.
З 377 року до н. е. спостерігається гостра боротьба за владу: часта зміна володарів, розруха (4 з 5 правителів прийшли до влади нелегітимним шляхом), вбивства правителів (3 з 5 померли насильницькою смертю), ослабленні і наявності криз успадкування протягом усього цього періоду. Цим скористалася держава Чу, яке почало війни проти Юе.
У 334 році до н. е. Юе було завойовано державою Чу, внаслідок чого юеські землі увійшли до складу цієї держави, що об'єднала всі області розселення аустричного населення в басейні Янцзи і на півдні Великої китайської рівнини. У південній частині колишньої держави Юе (в сучасній провінції Фуцзянь) утворилося князівство Міньюе (існувало до 150 року до н. е.).

## Економіка

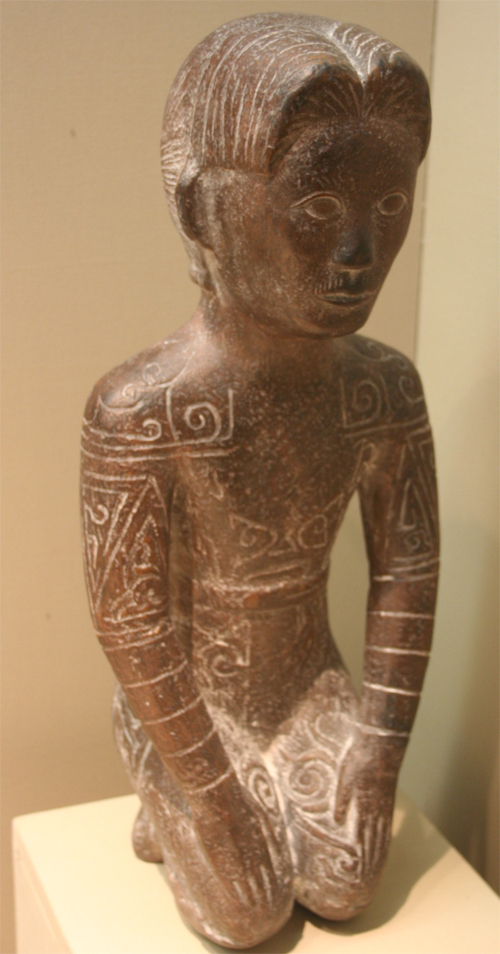
Керамічна статуетка

Основу становили землеробство, рибальство та ремісництво, частково скотарство. Розвитку сільського господарству сприяло клімат, ґрунти, розбудова з 480-х років іригаційної системи. Тут ймовірно вперше почали вирощувати рис на заливних полях, на відміну від жителів долини Хуанхе, які вирощували переважно просо, і саме від Юе культура рисівництва проникла власне до Китаю.
Значного розвитку було досягнуто виробництво кераміки. В цьому наслідували традицій культур Лянчжу та Мацзяо. Високого рівня досягла металургія, насамперед вироблення бронзових інструментів, зброї. Земля була багата на корисні копалини, які широко добувалися, особливо мідь.
Для поліпшення торгівлі з 470-х років до н. е. почалося будівництво великого каналу. Водночас вихід до морського узбережжя сприяло розвитку торгівлі з острівними державами Далекого Сходу, Філіппін та Корейського півострова. Було створено торговельний флот (поруч з військовим). Доволі швидко порти Юе на морі та річках перетворилися на важливі торговельні центри. Звідси товари відправлялися до інших держав на території сучасного Китаю. Все це сприяло економічному посиленню держави.
Карбувалася власна монета.

## Культура
В культурі Юе відобразилося поєднання доншонської культурної спільності та культури Чжоу і Шан. Особливістю юе було носити короткі зачіски, на відміну від хуася, які волосина не стригли і клали їх за допомогою шпильок. Також існував звичай народу Юе вкривати тіло за допомогою татуювань, а дома будувати на палях.

## Володарі
- Фу Тань, після 544 до н. е.
- Юнь Чан
- Гоу Цзянь, 496—465 до н. е.
- Ши Юй 465—458 до н. е.
- Бу Шоу, 458—448 до н. е.
- Цзі Вен-ван (Чжу Гоу), 448—415 до н. е.
- І-ван (Бу Ян), 412—377 до н. е.
- Чжу Цзю, 377 до н. е.
- Фу Цо Чжи, 377 до н. е.
- Чжи Хоу-ван (Ман Ань), 376—363 до н. е.
- У Чжуань (Тань Чжу Мао), 363—355 до н. е.
- У Цзян, 355—334 до н. е.